# VPN blocking

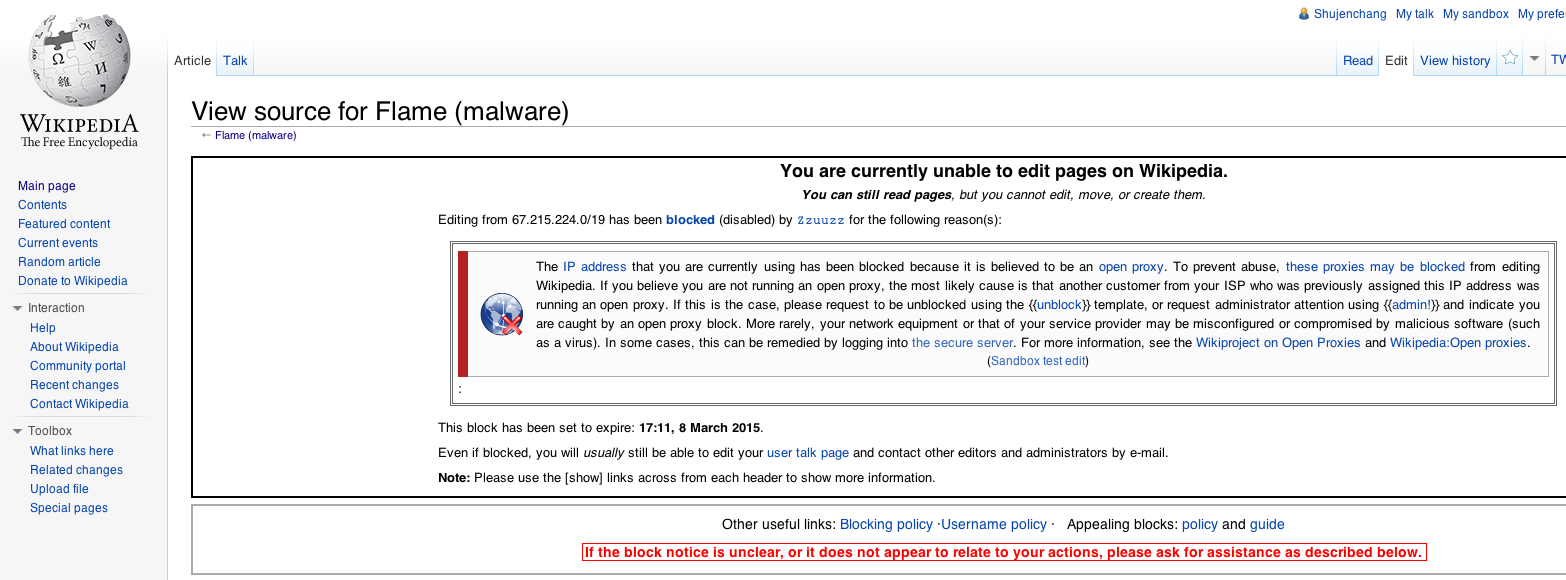
ウィキメディア財団によりブロックされたVPNのIPを撮影したスクリーンショット

VPN blockingは、仮想プライベートネットワーク（VPN）システムで使用される暗号化されたプロトコルの、トンネリング通信をブロック（禁止）するために使用される技術である。この技術はVPNの使用を防止することにより、コンピュータセキュリティやインターネット検閲のツールとして多く各国の政府や企業などの大規模な組織で使用される。

## 説明
VPN アクセスをブロックするにはいくつかの方法がある。PPTP や L2TP などの一般的な VPN トンネリングプロトコルが接続の確立やデータ転送に使用するポートは、システム管理者が特定のネットワークでの使用を防ぐために閉じることができる。同様に、ウェブサイトは、VPNプロバイダーに属することが知られているIPアドレスからのアクセスをブロックすることで、コンテンツへのアクセスを禁止することができる。
VPNを使用するためにはその政府の管轄下にない遠隔地のホストに接続する必要が生じることがあるため、一部の政府は海外のIPアドレスへのアクセスをすべてブロックすることが知られている。
VPNアクセスをブロックする組織が増えているため、VPN接続を目立たなくするためにVPNプロバイダーはより高度な技術を活用することで対応している。例えば、中国政府がVPN接続を識別するために「ディープパケットインスペクション」を適用し始めたことを受けて、VPNの会社であるGolden Frogは政府にVPNの接続を検知されないために、社の人気のあるVyprVPNサービスでOpenVPN packet metadataを稼働させ始めた。

## 各国の政府による対応

### 中国
中国のインターネットユーザーによると、2011年5月から、VPNを利用して海外のウェブサイトやApple App Storeなどのサービスに接続する際は接続が不安定になったという。大学や企業は、ファイアウォールを迂回するためのツールの使用をやめるように通達を出し始めた。
2012年末、VPNサービスを提供している企業は、中国のグレート・ファイアウォールが、さまざまなVPNシステムで使用されている暗号化された通信方法を「学習、発見し、ブロック」できるようになったと報告している。
2017年、中国政府は国内の電気通信事業者に対し、2018年2月までに個人によるVPNの使用を禁止するよう指示を出した 。

### イラン
イラン政府は、2013年イラン大統領選挙の数か月前の3月から、「州法に違反しているVPNユーザーを起訴し、司法の影響下にある裁判所に連行する」ために、政府が制裁したVPN以外のアクセスをブロックし始めた。政府が認可したVPNを使用することで、個人のデータは監視・検査されるようになったと報じられている。

### ロシア
2017年7月、ロシア議会下院は、インターネット上における「過激派のmaterial」の拡散を防ぐために、VPNを提供するウェブサイトをブロックすることをインターネットプロバイダーに要求する法案を可決した。この際、ロシア連邦保安庁（FSB）とインターネットプロバイダーの両方がVPNの特定と取り締まりに取り組む姿勢を示した。
2017年11月、BBCはロシアがVPNの使用を完全に禁止していないことを明らかにした。VPNの使用は、ロスコムナゾールやロシアの電気通信およびマスメディア通信の統治機関によってすでにブロックされているサイトにアクセスしようとした場合のみ禁止され、合法的なロシアのサイトにアクセスする際、ビジネスや個人的な理由でVPNを使用することは許可されていた。
しかしながら、2021年には様々なVPN接続が完全に禁止された。また政府はGoogle社に、人々がその時VPNを導入する際に使用しているサイトでさえ検索結果に表示されなくなるよう命令を出した。

### シリア
シリア政府は2011年の武装蜂起と内戦開始後、VPN接続をブロックするためにディープパケットインスペクションを有効化した。検閲の対象となったのは、OpenVPN、L2TP、PPTPなどのさまざまなVPNプロトコルであった。

### パキスタン
パキスタン政府はVPNプロバイダーに対し、VPN接続で使われるIPアドレスを政府に申告しないと中国のようにブロックするという通知を出した。

### トルコ
トルコではインターネットの検閲が深刻な問題となっている。トルコ国民がソーシャルメディアを使用することを制限する試みの中で、トルコ政府はVPNアプリの完全な使用禁止を検討した。トルコの極右政党、民族主義者行動党は2020年7月、VPNの使用を禁止する法案を提出した。

## オンラインサービス企業によるVPN規制

### Hulu
アメリカのオンデマンドビデオ配信サービスであるHuluは、米国外のユーザーからの不正アクセスを阻止する試みとして、2014年4月から既知の、VPNに接続されるIPアドレスの、ブロックを開始した。しかしその際には、合法的な米国在住のVPNユーザーからのアクセスも制限されていた。VikingVPN、NordVPN、TorGuardなどのVPNプロバイダーはそれぞれ、解決策についてプロバイダーがHuluに直接問い合わせを行ったり、より多くの専用IPアドレスを新規に導入したりすることでこの問題への解決方法を模索すると述べている。

### Netflix
同じくアメリカのコンテンツ配信サービスであるNetflixは2014年9月、サービス自体がオーストラリアではまだ利用できないにもかかわらず、VPNを通して最大20万人のオーストラリア人Netflixを利用していたため、大手映画スタジオからVPNアクセスをブロックするよう圧力を受けた。
ユーザーがNetflixへVPNを通してアクセスする理由は主に二つあり、最も大きな理由は閲覧地域の制限をかいくぐって映画などを視聴することである。また、自分自身をインターネット上で安全に保つという理由も存在する。
また、Netflixのユーザーは、Verizonなどのサービスプロバイダーが実施するISPスロットリングを回避する手段としてVPNを利用することもある。また、Netflixをストリーミングしようとすると、すべてのVPNにおいてインターネット接続が遅くなる可能性があることに注意が必要である。ただし、ユーザーの使用しているプロバイダーがNetflixをスロットリングしている場合は、VPNを使用することで接続が改善される可能性がある場合もある。2022年6月現在、NetflixのVPNとプロキシの禁止はいまだ有効である。
2016年、Netflixの共同CEO・会長であるリード・ヘイスティングスはVPN市場全体について、「(VPNを使用する人は)ごく少数派ではあるが、声高に発言している。しかしながら、我々サービス運営者にとっては取るに足りないことである（意訳）」とコメントしている。

### BBC iPlayer
BBCは2015年10月から、VPN経由で接続するユーザーのブロックを開始した。BBCは各IPアドレスからの同時接続数を監視することで、VPN接続を検知することができる。同一IPからの接続数が異常に増加すると、BBCはそのIPアドレスからの今後の接続をブロックする仕組みである。
BBC iPlayerは、他のEU諸国から接続している英国のTVライセンス保有者は利用できないままである。BBCは、「イギリス人の受信料支払い者が、休暇中にBBCのiPlayerにアクセスできるようにすることに関心がありこれを実現可能にするため、欧州連合による条約制定を歓迎している」と述べた。